# Alixan
Alixan é uma comuna francesa na região administrativa de Auvérnia-Ródano-Alpes, no departamento de Drôme. Estende-se por uma área de 28,28 km². Em 2010 a comuna tinha 2 578 habitantes (densidade: 91,2 hab./km²).